# 2013 RH124
2013 RH124, também escrito como 2013 RH124, é um objeto transnetuniano (TNO) que está localizado no Cinturão de Kuiper, uma região do Sistema Solar. Este corpo celeste é classificado como um cubewano. Ele possui uma magnitude absoluta de 6,47 e tem um diâmetro com cerca de 240 km. O astrônomo Mike Brown lista este corpo celeste em sua página na internet como um candidato a possível planeta anão.

## Descoberta
2013 RH124 foi descoberto no dia 2 de setembro de 2013 pelo astrônomo Marc W. Buie.

## Órbita
A órbita de 2013 RH124 tem uma excentricidade de 0,083 e possui um semieixo maior de 44,559 UA. O seu periélio leva o mesmo a uma distância de 40,833 UA em relação ao Sol e seu afélio a 48,284 UA.